# Anticadeia
Em matemática, na área da teoria da ordem, uma anticadeia é um subconjunto de um conjunto parcialmente ordenado de modo que quaisquer dois elementos distintos no subconjunto são incomparáveis. Anticadeias também são chamadas de sistemas de Sperner na literatura mais antiga.

## Operações de junção e encontro
Uma anticadeia A corresponde a um segmento inicial
{\displaystyle L_{A}=\{x\mid \exists y\in A{\mbox{ s.t. }}x\leq y\}.}
Em uma ordem parcial finita (ou mais geralmente em uma ordem parcial que satisfaça a condição de cadeia ascendente), todos os segmentos iniciais têm essa forma. Da mesma forma, podemos definir uma operação de encontro em antichains, correspondendo à interseção de segmentos iniciais:
{\displaystyle A\vee B=\{x\in A\cup B\mid \nexists y\in A\cup B{\mbox{ s.t. }}x<y\}.}
Da mesma forma, podemos definir uma operação de encontro em anticadeias, correspondendo à interseção de segmentos iniciais:
{\displaystyle A\wedge B=\{x\in L_{A}\cap L_{B}\mid \nexists y\in L_{A}\cap L_{B}{\mbox{ s.t. }}x<y\}.}
As operações de junção e encontro em todas as anticadeias finitas de subconjuntos finitos de um conjunto X definem uma rede ou reticulado distributivo, a rede distributiva livre gerada por X. O teorema de representação de Birkhoff para redes distributivas afirma que toda rede distributiva finita pode ser representada por meio de operações de junção e encontro em anticadeias de uma ordem parcial finita, ou equivalentemente como operações de união e intersecção nos conjuntos inferiores da ordem parcial.